# Lithacodia griseomixta
Lithacodia griseomixta là một loài bướm đêm trong họ Noctuidae.